# Monster High (web-série)
 (mars 2024).
Si vous disposez d'ouvrages ou d'articles de référence ou si vous connaissez des sites web de qualité traitant du thème abordé ici, merci de compléter l'article en donnant les références utiles à sa vérifiabilité et en les liant à la section « Notes et références ».
Production
Diffusion
Monster High est une web-série animée basée sur la ligne éponyme de poupées de mode américaines de première année créée par Mattel, la première adaptation depuis son lancement, initialement diffusée sur YouTube du 5 mai 2010 au 9 février 2018.
La série suit un groupe d'adolescents de monstres célèbres dans les médias et du cinéma qui fréquentent le lycée. Parallèlement à ses longs métrages directement en vidéo, cette série sert de plate-forme pour lancer de nouveaux personnages de poupées. La web-série a terminé sa première diffusion en 2015 avec le volume 6 et a redémarrée avec une longue série de 12 épisodes de 11 minutes intitulée Les Aventures des Goules. À l'heure d'aujourd'hui, 189 épisodes de web-séries ont été produits et diffusés, comprenant le reboot.

## Production
Les poupées originales Monster High ont été créées par Garrett Sander, avec des illustrations de Kellee Riley et de l'illustrateur Glen Hanson. Les personnages sont inspirés des films de monstres, de science-fiction, d'horreur, thriller et de diverses autres créatures,.
L'animation 2D a été produite par Wildbrain Entertainment depuis le lancement de la mini-série jusqu'en 2013 et par 6 Point Harness par la suite, bien que Top Drawn Animation ait été continuellement embauché par les deux sociétés pour un travail de soutien après avoir succédé à Caboom. Les enregistrements audio des dialogues originaux et la musique de la web-série ont été réalisés par Salami Studios.

## Sortie
La mini-série a été créée sur YouTube le 5 mai 2010 et s'est terminée en 2015 pour laisser la place à la sortie du film spécial de l'histoire d'origine, Bienvenue à Monster High,. La mini-série a redémarrée en 2016 avec une commande de 12 épisodes intitulée Les Aventures des Goules, diffusée sur YouTube et sa chaîne sœur, YouTube Kids entre le 11 août 2017 et le 9 février 2018. Les épisodes étaient ajoutés chaque semaine le vendredi.

### Panorama des saisons (volumes)
| Volume | Volume                   | Épisodes | États-Unis       | États-Unis       | France           | France          |
| Volume | Volume                   | Épisodes | Début de saison  | Fin de saison    | Début de saison  | Fin de saison   |
| ------ | ------------------------ | -------- | ---------------- | ---------------- | ---------------- | --------------- |
|        | 1                        | 27       | 5 mai 2010       | 20 janvier 2011  | 1er février 2011 | 8 avril 2011    |
|        | 2                        | 36       | 8 février 2011   | 17 novembre 2011 | 11 juillet 2011  | 27 janvier 2012 |
|        | 3                        | 55       | 8 décembre 2011  | 26 décembre 2013 | 13 juillet 2012  | 30 mars 2014    |
|        | 4                        | 30       | 27 novembre 2013 | 31 mars 2015     | 28 août 2014     | 31 mai 2015     |
|        | 5                        | 10       | 2 octobre 2014   | 10 avril 2015    | 2 octobre 2014   | 1er avril 2015  |
|        | 6                        | 6        | 19 juin 2015     | 30 octobre 2015  | 16 juin 2015     | 30 octobre 2015 |
|        | Bonus/Promo              | 11       | 3 octobre 2011   | 19 juillet 2012  | —                | —               |
|        | Les Aventures des Goules | 14       | 11 août 2017     | 2 février 2018   | 11 août 2017     | 2 février 2018  |

#### Volume 1 (2010 - 2011)
Cette liste suit l'ordre de diffusion originale.
| No | #  | Titre français                       | Titre original                     | Diffusion originale | Diffusion francaise | Ref    |
| -- | -- | ------------------------------------ | ---------------------------------- | ------------------- | ------------------- | ------ |
| 01 | 01 | Les Tokio Mortel                     | Jaundice Brothers                  | 5 mai 2010          | 1er février 2011    | [ 8 ]  |
| 02 | 02 | Un show à hurler                     | Talon Show                         | 5 mai 2010          | 8 février 2011      | [ 9 ]  |
| 03 | 03 | Un entrainement qui tue              | Fear Squad                         | 5 mai 2010          | 22 février 2011     | [ 10 ] |
| 04 | 04 | Le Remplaçant                        | Substitute Creature                | 10 mai 2010         | 11 février 2011     | [ 11 ] |
| 05 | 05 | Les anniversaires                    | Party Planners                     | 14 mai 2010         | 8 mars 2011         | [ 12 ] |
| 06 | 06 | Lagoona dans sa bulle                | Blue Lagoona                       | 21 mai 2010         | 18 février 2011     | [ 13 ] |
| 07 | 07 | L'abominable examen                  | Copy Canine                        | 28 mai 2010         | 1er mars 2011       | [ 14 ] |
| 08 | 08 | Coup de foudre                       | The Hot Boy                        | 4 juin 2010         | 15 février 2011     | [ 15 ] |
| 09 | 09 | De l'électricité dans l'air          | Bad Scare Day                      | 11 juin 2010        | 9 mars 2011         | [ 16 ] |
| 10 | 10 | Les reines de l'horreur              | Photo Finish                       | 18 juin 2010        | 23 février 2011     | [ 17 ] |
| 11 | 11 | Cyrano de Ghoulia                    | Cyrano de Ghoulia                  | 25 juin 2010        | 4 février 2011      | [ 18 ] |
| 12 | 12 | Le visage de l'horreur               | Bad Zituation                      | 9 juillet 2010      | 11 mars 2011        | [ 19 ] |
| 13 | 13 | L'audition                           | Clawditions                        | 16 juillet 2010     | 2 mars 2011         | [ 20 ] |
| 14 | 14 | Les grenouilles de la liberté        | Freedom Fight                      | 23 juillet 2010     | 25 février 2011     | [ 21 ] |
| 15 | 15 | Rester de marbre                     | Totally Busted                     | 30 juillet 2010     | 11 mars 2011        | [ 22 ] |
| 16 | 16 | Quand Halloween tombe un vendredi 13 | Freakout Friday                    | 29 octobre 2010     | 16 mars 2011        | [ 23 ] |
| 17 | 17 | Le projet de science                 | Mad Science Fair                   | 4 novembre 2010     | 15 mars 2011        | [ 24 ] |
| 18 | 18 | Le premier film de Frankie           | Shock and Awesome                  | 11 novembre 2010    | 18 mars 2011        | [ 25 ] |
| 19 | 19 | Chauve qui peut                      | The Good, the Bat and the Fabulous | 22 novembre 2010    | 22 mars 2011        | [ 26 ] |
| 20 | 20 | L'élection                           | Rumor Run Wild                     | 24 novembre 2010    | 23 mars 2011        | [ 27 ] |
| 21 | 21 | La pleine lune                       | Fur Will Fly                       | 2 décembre 2010     | 25 mars 2011        | [ 28 ] |
| 22 | 22 | La prédiction de l'horreur-scope     | Horrorscope                        | 9 décembre 2010     | 29 mars 2011        | [ 29 ] |
| 23 | 23 | L'art de convaicre                   | Idol Threat                        | 16 décembre 2010    | 31 mars 2011        | [ 30 ] |
| 24 | 24 | Les yeux sur les œufs                | Hatch Me If You Can                | 20 décembre 2010    | 1er avril 2011      | [ 31 ] |
| 25 | 25 | Le rencart de la mort                | Date of the Dead                   | 6 janvier 2011      | 5 avril 2011        | [ 32 ] |
| 26 | 26 | Pyjama party                         | Scare of a Dare                    | 13 janvier 2011     | 6 avril 2011        | [ 33 ] |
| 27 | 27 | Réunion parent-monstre               | Parent-Creature Conference         | 20 janvier 2011     | 8 avril 2011        | [ 34 ] |

#### Volume 2 (2011)
| No | #   | Titre français                 | Titre original             | Diffusion originale | Diffusion francaise |
| -- | --- | ------------------------------ | -------------------------- | ------------------- | ------------------- |
| 28 | 01  | Les pom-pom goules             | Scream Building            | 8 février 2011      | 11 juillet 2011     |
| 29 | 02  | Une nouvelle équipe            | Why We Fright              | 8 février 2011      | 12 juillet 2011     |
| 30 | 03  | L'art d'encourager             | Fear-A-Mid Power           | 24 février 2011     | 13 juillet 2011     |
| 31 | 04  | Un cavalier pour le bal        | Beast Friends              | 3 mars 2011         | 18 juillet 2011     |
| 32 | 05  | Le bal                         | Varsity Boos               | 10 mars 2011        | 20 juillet 2011     |
| 33 | 06  | Solution de rechange           | Gloomsday                  | 17 mars 2011        | 22 juillet 2011     |
| 34 | 07  | Cliquez !                      | Falling Spirits            | 24 mars 2011        | 25 juillet 2011     |
| 35 | 08  | Le bug                         | Fatal Error                | 31 mars 2011        | 27 juillet 2011     |
| 36 | 09  | Préparatifs                    | Screech to the Beach       | 7 avril 2011        | 29 juillet 2011     |
| 37 | 10  | Quelle corvée !                | Witch Trials               | 14 avril 2011       | 1er août 2011       |
| 38 | 11  | La chorégraphie parfaite       | Don't Cheer the Reaper     | 21 avril 2011       | 4 août 2011         |
| 39 | 12  | En route pour la finale        | Road to Monster Mashionals | 21 avril 2011       | 5 août 2011         |
| 40 | 13  | Cléo déchue                    | Queen of the Scammed       | 5 mai 2011          | 12 septembre 2011   |
| 41 | 14  | La nuit du vendredi 13         | Frightday the 13th         | 5 mai 2011          | 13 septembre 2011   |
| 42 | 15  | Le petit ami de Frankie        | HooDoo You Like?           | 19 mai 2011         | 14 septembre 2011   |
| 43 | 16  | Bas les pattes !               | Fear Pressure              | 26 mai 2011         | 15 septembre 2011   |
| 44 | 17  | Le Journal secret des horreurs | Fear the Book              | 2 juin 2011         | 20 septembre 2011   |
| 45 | 18  | La remise des diplômes         | Desperate Hours            | 9 juin 2011         | 21 septembre 2011   |
| 46 | 19  | Début de vacances              | Miss Infearmation          | 16 juin 2011        | 22 septembre 2011   |
| 47 | 20  | Un DJ monstrueux               | Hyde and Shriek            | 23 juin 2011        | 26 septembre 2011   |
| 48 | 21  | Ghoulia, superhéroïne          | Daydream of the Dead       | 14 juillet 2011     | 27 septembre 2011   |
| 49 | 22  | Un look d'enfer                | Nefera Again               | 8 août 2011         | 28 septembre 2011   |
| 50 | 23  | Bataille de boules de neige    | Back-to-Ghoul              | 11 août 2011        | 29 septembre 2011   |
| 51 | 24  | La punition de la mort         | Abominable Impression      | 11 août 2011        | 30 septembre 2011   |
| 52 | 25  | Cœur de glace                  | Frost Friends              | 25 août 2011        | 3 octobre 2011      |
| 53 | 26  | Trouble de la personnalité     | Hyde Your Heart            | 25 août 2011        | 4 octobre 2011      |
| 54 | 27  | "Ragots Monstres" dévoilé      | Ghostly Gossip             | 1er septembre 2011  | 19 décembre 2011    |
| 55 | 28  | Un comportement bizarre        | Hiss-teria                 | 1er septembre 2011  | 23 décembre 2011    |
| 56 | 29  | La vengeance d'Operetta        | Phantom of the Opry        | 26 septembre 2011   | 4 janvier 2012      |
| 57 | 30  | Rivalités et jalousies         | The Bermuda Love Triangle  | 26 septembre 2011   | 6 janvier 2012      |
| 58 | 31  | Rivales et rivaux              | Here Comes Treble          | 26 septembre 2011   | 11 janvier 2012     |
| 59 | 32  | Le choix de Frankie            | Dueling Personality        | 26 septembre 2011   | 13 janvier 2012     |
| 60 | 33  | Un nouvel entraîneur           | Neferamore                 | 21 octobre 2011     | 18 janvier 2012     |
| 61 | 34  | N'abandonnez jamais !          | Rising from the Dead       | 21 octobre 2011     | 20 janvier 2012     |
| 62 | 35A | Prêtes pour la Grande Finale ? | Monster Mashionals Part 1  | 17 novembre 2011    | 25 janvier 2012     |
| 63 | 35B | Et les gagnantes sont…         | Monster Mashionals Part 2  | 17 novembre 2011    | 27 janvier 2012     |

#### Volume 3  (2011 - 2013)
Cette liste suit l'ordre de diffusion originale.
| No  | #  | Titre français                   | Titre original                  | Diffusion originale | Diffusion francaise |
| --- | -- | -------------------------------- | ------------------------------- | ------------------- | ------------------- |
| 64  | 01 | Crâne au prisonnier              | Dodgeskull                      | 8 décembre 2011     | 13 juillet 2012     |
| 65  | 02 | Jeu de DeNile                    | Game of DeNile                  | 14 décembre 2011    | 20 juillet 2012     |
| 66  | 03 | Un Rhume d'Enfer                 | Uncommon Cold                   | 4 janvier 2012      | 3 août 2012         |
| 67  | 04 | Une affaire pour Spectra         | Ghosts with Dirty Faces         | 4 janvier 2012      | 27 septembre 2012   |
| 68  | 05 | Operetta et son idole            | Hickmayleeun                    | 4 janvier 2012      | 24 août 2012        |
| 69  | 06 | Si tu ne vas pas à la montagne…  | No Place Like Nome              | 15 février 2012     | 8 octobre 2012      |
| 70  | 07 | Les sœurs rivales                | Sibling Rivalry                 | 1er mars 2012       | 8 octobre 2012      |
| 71  | 08 | Les neuf vies de Toralei         | The Nine Lives of Toralei       | 15 mars 2012        | 19 octobre 2012     |
| 72  | 09 | Ghoulia a la Rescousse !         | Unlife to Live                  | 29 mars 2012        | 31 août 2012        |
| 73  | 10 | Aventures en eaux profondes      | Abyss Adventure                 | 12 avril 2012       | 26 octobre 2012     |
| 74  | 11 | Le recyclage, c'est cool !       | Unearthed Day                   | 20 avril 2012       | 7 décembre 2012     |
| 75  | 12 | L'addition des retenues          | Creepfast Club                  | 26 avril 2012       | 12 octobre 2012     |
| 76  | 13 | Recette infernale                | Home Ick                        | 10 mai 2012         | 7 août 2012         |
| 77  | 14 | Bruno Vaudou et n'importe quoi   | Hoodoo That Voodoo That You Do  | 24 mai 2012         | 16 novembre 2012    |
| 78  | 15 | Souviens-toi l'enfer dernier     | I Know What You Did Last Fright | 7 juin 2012         | 23 novembre 2012    |
| 79  | 16 | Chérie, j'ai rétréci les ghoules | Honey, I Shrunk the Ghouls      | 7 juin 2012         | 10 août 2012        |
| 80  | 17 | Bruno Vaudou                     | HooDude VooDoo                  | 5 juillet 2012      | 27 juillet 2012     |
| 81  | 18 | Cerveau Vaudou                   | Undo the Voodoo                 | 12 juillet 2012     |                     |
| 82  | 19 | Une soirée de malades            | Night of a Thousand Dots        | 23 août 2012        | 5 décembre 2012     |
| 83  | 20 | Meilleure goule                  | Best Ghoulfriend                | 6 septembre 2012    | 21 décembre 2012    |
| 84  | 21 | Monstres à la page               | Aba-Kiss Me Deadly              | 20 septembre 2012   |                     |
| 85  | 22 | Records et mauvais sorts         | Bean Scare, Done That           | 4 octobre 2012      |                     |
| 86  | 23 | Le cavalier idéal                | A Perfect Match                 | 18 octobre 2012     | 9 novembre 2012     |
| 87  | 24 | Monstristoire                    | Hiss-toria                      | 1er novembre 2012   | 17 décembre 2012    |
| 88  | 25 | Vitesse et gloire                | The Need for Speed              | 15 novembre 2012    | 30 novembre 2012    |
| 89  | 26 | Ma copine a des yeux !           | The Halls Have Eyes             | 29 novembre 2012    |                     |
| 90  | 27 | La nuit au centre commercial     | Mauled                          | 13 décembre 2012    | 31 octobre 2012     |
| 91  | 28 | L'infection imaginaire           | Scare-born Infection            | 27 décembre 2012    | 7 septembre 2012    |
| 92  | 29 | Bonne année les monstres !       | Boo Year's Eve                  | 1er janvier 2013    |                     |
| 93  | 30 | Franken Style                    | Franken-Styled                  | 10 janvier 2013     |                     |
| 94  | 31 | La Défense de Lagoona            | Defending Your Lagoona          | 24 janvier 2013     | 19 décembre 2012    |
| 95  | 32 | Le baiser de la mort             | Freaky Fridate                  | 7 février 2013      |                     |
| 96  | 33 | La saison des vampires           | The Ghoulest Season             | 21 février 2013     |                     |
| 97  | 34 | Danse avec les pierres           | Fright Dance                    | 7 mars 2013         |                     |
| 98  | 35 | Monstres et traditions           | Scare-itage                     | 21 mars 2013        |                     |
| 99  | 36 | Une force monstre                | Tough As Scales                 | 4 avril 2013        |                     |
| 100 | 37 | Arbre en détresse                | Tree of Unlife                  | 18 avril 2013       |                     |
| 101 | 38 | Interdit aux goules              | No Ghouls Allowed               | 2 mai 2013          |                     |
| 102 | 39 | La recette du succès             | I Scream, You Scream            | 16 mai 2013         |                     |
| 103 | 40 | Cocktail d'enfer                 | Frankie's Joltin' Juice         | 30 mai 2013         |                     |
| 104 | 41 | Le Chat garou et le zombie       | Tortoise and The Scare          | 20 juin 2013        | 17 septembre 2012   |
| 105 | 42 | Hurler à la lune                 | Fierce Crush                    | 27 juin 2013        |                     |
| 106 | 43 | Ils sont parmi nous...           | Invasion of the Ghoul Snatchers | 11 juillet 2013     |                     |
| 107 | 44 | Des fleurs pour Gros Toumou      | Flowers for Slow Moe            | 11 juillet 2013     |                     |
| 108 | 45 | Mobilité à fond !                | Ready, Wheeling and Able        | 8 août 2013         |                     |
| 109 | 46 | Créature de l'année              | Creature of the Year            | 22 août 2013        | 19 décembre 2012    |
| 110 | 47 | Une fête mortelle                | Party Undead                    | 5 septembre 2013    |                     |
| 111 | 48 | Un président désincarné          | Student Disembodied President   | 19 septembre 2013   |                     |
| 112 | 49 | Le magicien d'Ogre               | Clawbacks                       | 8 octobre 2013      |                     |
| 113 | 50 | Le labyrinthe des horreurs       | Field of Screams                | 17 octobre 2013     |                     |
| 114 | 51 | Goules en colère                 | Angry Ghouls                    | 31 octobre 2013     |                     |
| 115 | 52 | Centaure, je t'adore             | The Stich-uation                | 14 novembre 2013    |                     |
| 116 | 53 | Les télépathes m'épatent         | Scarah-Voyant                   | 28 novembre 2013    |                     |
| 117 | 54 | Merci Grand-momie !              | Inscare-itance                  | 12 décembre 2013    |                     |
| 118 | 55 | Un revenant au violon            | Playing the Boos                | 26 décembre 2013    |                     |

##### Épisodes Bonus DVD/Blu-ray
| No  | #  | Titre français       | Titre original                 | Diffusion originale | Diffusion francaise | Description                                                   |
| --- | -- | -------------------- | ------------------------------ | ------------------- | ------------------- | ------------------------------------------------------------- |
| 119 | 56 | Vampire au volant    | Department of Monster Vehicles | 8 octobre 2013      | 22 octobre 2013     | Épisodes bonus DVD/Blu-ray du film 13 Souhaits                |
| 120 | 57 | Rebrousse-poils      | Royal Pest Sitter              | 8 octobre 2013      | 22 octobre 2013     | Épisodes bonus DVD/Blu-ray du film 13 Souhaits                |
| 121 | 58 | Vente de pâtisseries | Cookie Creeper                 | 8 octobre 2013      | 22 octobre 2013     | Épisodes bonus DVD/Blu-ray du film 13 Souhaits                |
| 122 | 59 | Rose, j'explose !    | Crime Scream Investigation     | 17 mars 2014        | 1er avril 2014      | Épisodes bonus DVD/Blu-ray du film Frissons, caméra, action ! |
| 123 | 60 | Jeux de Griffes      | Games Ghouls Play              | 17 mars 2014        | 1er avril 2014      | Épisodes bonus DVD/Blu-ray du film Frissons, caméra, action ! |
| 124 | 61 | Monstra-morphose     | Monster-morphoseas             | 17 mars 2014        | 1er avril 2014      | Épisodes bonus DVD/Blu-ray du film Frissons, caméra, action ! |

#### Volume 4 (2013 - 2014)
Cette liste suit l'ordre de diffusion originale.
| No  | #  | Titre français                              | Titre original                                            | Diffusion originale | Diffusion francaise |
| --- | -- | ------------------------------------------- | --------------------------------------------------------- | ------------------- | ------------------- |
| 125 | 01 | Ins-peur-ation !                            | Eye of the Boo-holder                                     | 21 novembre 2013    |                     |
| 126 | 02 | Qui est Jane Boolittle ?                    | Who's the Boo Girl?                                       | 21 novembre 2013    |                     |
| 127 | 03 | La rentrée de Jane Boolittle                | Boo Ghoul at School                                       | 21 novembre 2013    |                     |
| 128 | 04 | Les aventures des animaux Creepers Partie 1 | Creature Creepers Adventures part 1: Bat Dialing Disaster | 21 novembre 2013    |                     |
| 129 | 05 | Les pom-pom Monstres                        | Scream Spirit                                             | 21 novembre 2013    |                     |
| 130 | 06 | Le retour des souhaits                      | Scareful what you Wish for                                | 20 février 2014     |                     |
| 131 | 07 | Cauchemars en boîte                         | Boogey Mansion                                            | 20 février 2014     |                     |
| 132 | 08 | Pop Superstition                            | Monsters of Music                                         | 20 février 2014     |                     |
| 133 | 09 | Imagina-monstre !                           | Tales from the Script                                     | 20 février 2014     |                     |
| 134 | 10 | Ouvrir le "mauvais" œil                     | Boolittle Too Late                                        | 25 avril 2014       |                     |
| 135 | 11 | La Reine de la jungle                       | Jungle Boo-gie                                            | 25 avril 2014       | 13 mars 2015        |
| 136 | 12 | Le bal des fantômes                         | Just Ghost to Show Ya                                     | 25 avril 2014       |                     |
| 137 | 13 | La star d'Hauntlywood                       | Master of Hiss-guise                                      | 25 avril 2014       |                     |
| 138 | 14 | La danse des zombies                        | Zombie Shake                                              | 28 mai 2014         |                     |
| 139 | 15 | Une Goule comme les autres                  | Just One of the Ghouls                                    | 29 mai 2014         |                     |
| 140 | 16 | Esprit d'équipe                             | Join the Scream                                           | 29 mai 2014         |                     |
| 141 | 17 | Le club des disparus                        | In Plain Fright                                           | 29 mai 2014         |                     |
| 142 | 18 | Les aventures des animaux Creepers Partie 2 | Creature Creepers Adventures part 2: Coin Calamity        | 26 juin 2014        |                     |
| 143 | 19 | Bienvenue à Monster High !                  | We Are Monster High                                       | 26 juin 2014        |                     |
| 144 | 20 | Cafètorreur                                 | Creepateria                                               | 26 juin 2014        |                     |
| 145 | 21 | Manny voit rouge                            | I Only Have Eye for You                                   | 23 juillet 2014     |                     |
| 146 | 22 | À chacun son truc                           | So You Think You Can Date                                 | 23 juillet 2014     |                     |
| 147 | 23 | Monstre Intime 1.0                          | Inner Monster 1.0                                         | 28 août 2014        |                     |
| 148 | 24 | Monstre Intime 2.0                          | Inner Monster 2.0                                         | 28 août 2014        |                     |
| 149 | 25 | Le tombe-ball                               | Graveball Grates                                          | 25 septembre 2014   |                     |
| 150 | 26 | La plus belle fête                          | Happy Howlidays                                           | 25 septembre 2014   | 25 septembre 2014   |
| 151 | 27 | Mauvais gagnant                             | Boys Fright Out                                           | 23 octobre 2014     |                     |
| 152 | 28 | Les aventures des animaux Creepers Partie 3 | Creature Cribs                                            | 23 octobre 2014     |                     |
| 153 | 29 | Le casier de Draculaura                     | Draculocker                                               | 20 novembre 2014    | 20 novembre 2014    |
| 154 | 30 | L'audition                                  | Stage Frightened                                          | 31 mars 2015        | 31 mai 2015         |

#### Volume 5 (2014 - 2015)
| No  | #  | Titre français                     | Titre original             | Diffusion originale | Diffusion francaise |
| --- | -- | ---------------------------------- | -------------------------- | ------------------- | ------------------- |
| 155 | 01 | À voté !                           | Casta Vote                 | 2 octobre 2014      | 2 octobre 2014      |
| 156 | 02 | En scène !                         | I Casta Spell On You       | 9 octobre 2014      | 9 octobre 2014      |
| 157 | 03 | Sayonara Draculaura                | Sayonara Draculaura        | 8 janvier 2015      | 8 janvier 2015      |
| 158 | 04 | Lorna du Loch Ness                 | Lochness Lorna             | 15 janvier 2015     | 15 janvier 2015     |
| 159 | 05 | Rendez-vous à Monster Picchu       | Meet You In Monster Pucchu | 22 janvier 2015     | 22 janvier 2015     |
| 160 | 06 | Jalousie                           | Looks Gil-ty               | 29 janvier 2015     | 29 janvier 2015     |
| 161 | 07 | Grands pieds et petits défauts     | The Agony of D'Feet        | 5 février 2015      | 5 février 2015      |
| 162 | 08 | La fleur cadavre (première partie) | Gloom and Bloom, Part 1    | 23 mars 2015        | 23 mars 2015        |
| 163 | 09 | La fleur cadavre (deuxième partie) | Gloom and Bloom, Part 2    | 31 mars 2015        | 25 mars 2015        |
| 164 | 10 | Ma meilleure ennemie               | Bad Tomb-mates             | 10 avril 2015       | 1er avril 2015      |

#### Volume 6 (2015 - 2016)
| No  | #  | Titre français                 | Titre original            | Diffusion originale | Diffusion francaise |
| --- | -- | ------------------------------ | ------------------------- | ------------------- | ------------------- |
| 165 | 01 | Freak du Chic - Partie 1       | Freak Du Chic Act 1       | 19 juin 2015        | 19 juin 2015        |
| 166 | 02 | Freak du Chic - Partie 2       | Freak Du Chic Act 2       | 26 juin 2015        | 16 juin 2015        |
| 167 | 03 | Freak du Chic - Partie 3       | Freak Du Chic Act 3       | 3 juillet 2015      | 28 août 2015        |
| 168 | 04 | Monstres d'ailleurs - Partie 1 | From Fear to There Part 1 | 16 octobre 2015     | 16 octobre 2015     |
| 169 | 05 | Monstres d'ailleurs - Partie 2 | From Fear to There Part 2 | 23 octobre 2015     | 23 octobre 2015     |
| 170 | 06 | En cours de décomposition      | Decomposition Class       | 30 octobre 2015     | 30 octobre 2015     |

### Web-épisodes promotionnels (2011)
| No  | #  | Titre français            | Titre original          | Diffusion originale | Description |
| --- | -- | ------------------------- | ----------------------- | ------------------- | --- |
| 171 | 01 | Titre en français inconnu | Kind: The Shockumentary | 3 octobre 2011      | Ce webisode spécial a été publié en l'honneur du partenariat de Monster High avec Kind Campaign en 2011. Il est considéré comme un épisode bonus du volume 2. |
| 172 | 02 | Titre en français inconnu | Fashion Emergency       | 21 octobre 2011     | Ce webisode a été réalisé pour promouvoir le 3-pack des poupées "Dawn of the Dance" Draculaura, Frankie Stein et Clawdeen Wolf exclusif à Walmart. Il a été publié sur le site Web de Walmart et mis en ligne sur la chaîne YouTube d'Argos.co.uk. Il est considéré comme un épisode bonus du volume 3. |
| 173 | 03 | Titre en français inconnu | Super Fan               | 29 octobre 2011     | Ce webisode a été réalisé pour promouvoir le 3-pack des poupées "Go Monster High Team !!!" Fearleading Cleo de Nile, Draculaura et Ghoulia Yelps exclusif à Toys "R" Us. Il a été mis en ligne sur la chaine YouTube de Toys "R" Us. Il est considéré comme un épisode bonus du volume 3.               |
| 174 | 04 | Titre en français inconnu | Zom-Beach Party         | 19 novembre 2011    | Ce webisode a été réalisé pour promouvoir le 5-pack des poupées "Gloom Beach" Cleo de Nile, Draculaura, Frankie Stein, Clawdeen Wolf et Ghoulia Yelps exclusif à Target. Il est considéré comme un épisode bonus du volume 3.                                                                           |
| 175 | 05 | Titre en français inconnu | We Stop Hate            | 19 juillet 2012     | Ce webisode spécial a été publié en l'honneur du partenariat de Monster High avec la campagne WeStopHate en 2012. Il est considéré comme un épisode bonus du volume 3. |

### Les Aventures des Goules (2017 - 2018)
À partir de cette saison le graphisme a complètement changé et un épisode ne dure plus 3 minutes mais 11 minutes.
| #  | Titre français               | Titre original                                   | Diffusion originale | Diffusion francaise |
| -- | ---------------------------- | ------------------------------------------------ | ------------------- | ------------------- |
| 01 | L'équipe des Goules          | Calling All Ghouls                               | 11 août 2017        | 11 août 2017        |
| 02 | Mission plage                | Island Ghouls                                    | 18 août 2017        | 18 août 2017        |
| 03 | La Goules des Glaces         | A Tale of Two Mountains                          | 25 août 2017        | 24 août 2017        |
| 04 | La phobie de Gob             | Gobsmacked                                       | 1er septembre 2017  | 1er septembre 2017  |
| 05 | Le fantôme des cavernes      | Boo-tiful Music                                  | 8 septembre 2017    | 8 septembre 2017    |
| 06 | Des gargouilles et de l'eau  | Gargoyle and Water                               | 15 septembre 2017   | 15 septembre 2017   |
| 07 | Fini de jouer                | Too Much Scream Time                             | 22 septembre 2017   | 22 septembre 2017   |
| 08 | Le concours de talents       | Monster High's Got Talent... Shows               | 29 septembre 2017   | 29 septembre 2017   |
| 09 | La cartalogue débloque       | The Sands of Toralei                             | 4 octobre 2017      | 6 octobre 2017      |
| 10 | Jardin en péril              | Garden Ghouls                                    | 13 octobre 2017     | 13 octobre 2017     |
| 11 | Le Jour de tous les monstres | Howliday Edition Part 1 - The First Howliday     | 19 janvier 2018     | 2018                |
| 12 | Le Jour de tous les monstres | Howliday Edition Part 2 - Sister Shock           | 26 janvier 2018     | 2018                |
| 13 | Le Jour de tous les monstres | Howliday Edition Part 3 - All Howl-ow's Eve      | 2 février 2018      | 2018                |
| 14 | Le Jour de tous les monstres | Howliday Edition Part 4 - Home for the Howlidays | 9 février 2018      | 2018                |